# Rho Indi
Désignations
Rho Indi (également désignée HR 8701) est une étoile de la constellation de l'Indien. Avec une magnitude apparente de 6,05, c'est une étoile tout juste visible à l'œil nu, invisible depuis l'hémisphère nord au-dessus des tropiques. D'après la mesure de sa parallaxe annuelle par le satellite Gaia, elle est située à ∼ 87,1 a.l. (∼ 26,7 pc) de la Terre. Elle s'en rapproche à une vitesse radiale héliocentrique de −2 km/s.

## Propriétés
Rho Indi est classée comme une naine jaune de type spectral G1 V Fe+0,3 par Gray et al. (2006), avec la notation « Fe+0,3 » qui indique que son spectre présente une surabondance en fer. Son contenu en fer est en effet 70 % supérieur à celui du Soleil. Cependant, Houk et Cowley (1975)  l'ont classée avec un type de G2/3 IV, ce qui suggère plutôt qu'elle serait une sous-géante jaune plus évoluée, qui vient de quitter la séquence principale. L'étoile est 17 % plus massive que le Soleil et son âge est d'environ cinq milliards d'années. Son rayon est 48 % plus grand que le rayon solaire, elle est 2,34 fois plus lumineuse que le Soleil et sa température de surface est de 5 839 K.

## Système planétaire
Le 17 septembre 2002, une exoplanète est découverte en orbite autour de cette étoile, Rho Indi b,. En 2023, l'inclinaison et la masse réelle de la planète sont déterminées par astrométrie.